# Clyde River, Prince Edward Island
Clyde River är en ort i Kanada.   Den ligger i provinsen Prince Edward Island, i den östra delen av landet, 1 000 km öster om huvudstaden Ottawa. Clyde River ligger 25 meter över havet och antalet invånare är 576.
Terrängen runt Clyde River är platt. Närmaste större samhälle är Charlottetown, 10,8 km öster om Clyde River. 
Omgivningarna runt Clyde River är en mosaik av jordbruksmark och naturlig växtlighet. Runt Clyde River är det glesbefolkat, med 16 invånare per kvadratkilometer.